# Pindotiba
Pindotiba é um distrito do município de Orleans, no estado de Santa Catarina, região sul do Brasil.

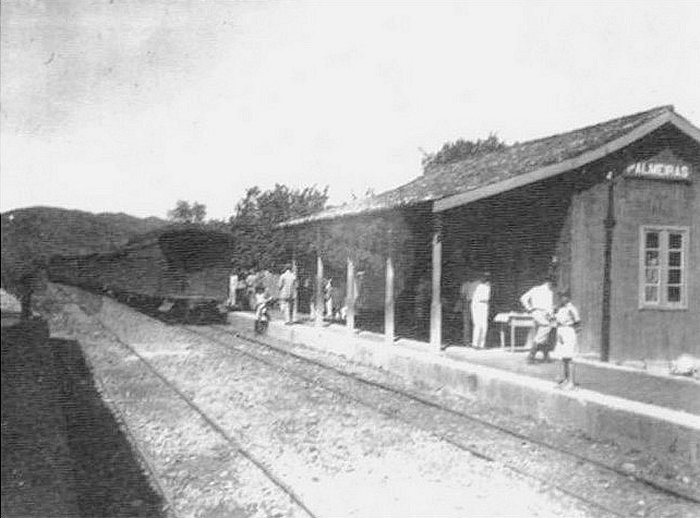
Estação ferroviária da Estrada de Ferro Donna Thereza Christina (EFDTC)

Suas primeira denominação oficial foi Palmeiras, mais tarde denominado como Raposa.

## Registro de Robert Christian Avé-Lallemant
O médico e viajante alemão Robert Christian Avé-Lallemant esteve de 5 a 7 de junho de 1858 em Tubarão, onde foi hóspede do Coronel Collaço, que na época era capitão da Guarda Nacional. Partiu em 7 de junho de 1858 para Lages, passando por Pindotiba, na época denominada Raposa, e seguindo o Rio Tubarão até suas nascentes na Serra Geral. Sobre o início de sua viagem ao longo do rio Tubarão descreve: "... O braço principal do rio já está cultivado até Raposa; mas, a partir dali, tudo está no mato e no silêncio da natureza, embora aquelas brenhas ocultem maravilhosos pedaços de terra, capazes de melhor cultura. Há um braço setentrional do rio, com a sua zona florestal, inteiramente inaproveitado. Dali parte uma via fluvial para o pequeníssimo tráfego do planalto. O Braço do Norte reúne as mais belas terras de pastagem à planície do Capivari; ali está escondido o germe de uma colônia alemã, na qual fique em equilíbrio a lavoura e a criação de gado."